# José Pintos Saldanha
José Luis Pintos Saldanha (Artigas, 25 de março de 1964) é um ex-futebolista uruguaio. Jogava como defensor.

## Carreira
Chango, como era apelidado, dedicou praticamente toda a carreira ao Nacional de Montevidéu, onde atuou por uma década (1984-1994).
Encerrou sua carreira com apenas 31 anos, em 1995, quando defendia o Club Atlético Progreso.

## Carreira internacional
Saldanha disputou dezenove partidas oficiais com a camisa da seleção do Uruguai entre 1987 e 1991, sem marcar gols. Atuou em três edições da Copa América (1987, 1989 e 1991) e na Copa de 1990, na Itália.

## Títulos
- Copa América: 1987